# بوریس کومننیچ
بوریس کومننیچ (سیریلیک صربی: Борис Комненић؛ ۲۹ مارس ۱۹۵۷ – ۶ مارس ۲۰۲۱) بازیگر اهل صربستان بود. وی بین سال‌های ۱۹۸۰ تا ۲۰۲۱ میلادی فعالیت می‌کرد.
از فیلم‌ها یا برنامه‌های تلویزیونی که وی در آن نقش داشته‌است می‌توان به نگاه دوست داشتنی اشاره کرد.